# Carrera Panamericana
Carrera Panamericana var en långdistanstävling för bilar som kördes på allmän landsväg genom Mexiko mellan 1950 och 1954. Sedan 1988 körs ett historiskt rally under samma namn.

## 1950-1954
Carrera Panamericana instiftades för att uppmärksamma att den mexikanska delen av Pan-American Highway blev klar 1950. Tävlingen följde till stora delar den nya vägen genom Mexiko, en sträcka på drygt 3300 km. Sträckorna gick ofta på hög höjd, som högst 3195 m över havet.
De första åren lockade tävlingen främst deltagare från Mexiko och USA, i amerikanska bilar som Oldsmobile, Cadillac och Lincoln. Ganska snart upptäckte mer specialiserade europeiska sportvagnstillverkare, som Ferrari, Porsche och Mercedes-Benz, reklamvärdet i tävlingen. Med dessa renodlade tävlingsbilar ökade farterna, men också olycksriskerna. Andelen olyckor med dödlig utgång var ovanligt hög i Carrera Panamericana och efter Le Mans-katastrofen 1955 ställdes tävlingen in.

### Vinnare
| År   | Förare                       | Bil                |
| ---- | ---------------------------- | ------------------ |
| 1950 | Hershel McGriff Ray Elliott  | Oldsmobile 88      |
| 1951 | Piero Taruffi Luigi Chinetti | Ferrari 212 Inter  |
| 1952 | Karl Kling Hans Klenk        | Mercedes-Benz W194 |
| 1953 | Juan Manuel Fangio           | Lancia D24         |
| 1954 | Umberto Maglioli             | Ferrari 375 Plus   |

## Historiskt rally 1988-
1988 återkom Carrera Panamericana som ett historiskt rally för bilar från femtio- och sextiotalen. Tävlingen pågår under sju dagar och distansen är 3200 km. Bilarna tävlar i en rad olika klasser, där den snabbaste Unlimited-klassen tillåter det mesta. Under karossen från en femtiotalsbil hittar man huvudsakligen modern NASCAR-teknik.